# 雷佳慧
雷佳慧（1995年9月22日—），女，河南郑州人，中国足球运动员，中国国家女子足球队成员，司职中场。她曾在2012年代表U17国家队，2014年代表U20国家队。2013年3月11日，她首次以成年国家队成员的身份上场参赛。